# La Maceta
La Maceta es una localidad del Municipio de Santo Domingo Petapa , en el Distrito de Juchitán, en el estado de Oaxaca. Siendo la tercera localidad más poblada, solo detrás de la cabecera municipal y San Isidro Platanillo.

## Ubicación
La localidad se ubica en la parte central del municipio y a 28 km al noreste de la cabecera municipal, en las coordenadas geográficas: 16°55′33″N 95°12′29″O / 16.92583, -95.20806.